# Zygina hypermaculata
Zygina hypermaculata är en insektsart som beskrevs av Adolf Remane och Holzinger 1995. Zygina hypermaculata ingår i släktet Zygina och familjen dvärgstritar.
Artens utbredningsområde är Tyskland. Inga underarter finns listade i Catalogue of Life.